# Párnica
Pour les articles homonymes, voir Parnica.
Párnica est une commune du district de Dolný Kubín, dans la région de Žilina, en Slovaquie.

## Histoire
La première mention écrite de la localité date de 1420.

## Démographie

### Évolution de la population
| Année:               | 1994. | 2004.   | 2014.    | 2024.    |
| -------------------- | ----- | ------- | -------- | -------- |
| Nombre de personnes: | 757   | 737     | 867      | 988      |
| Différence:          |       | -2,64 % | +17,63 % | +13,95 % |

| Année:               | 2023. | 2024.   |
| -------------------- | ----- | ------- |
| Nombre de personnes: | 980   | 988     |
| Différence:          |       | +0,81 % |